# 생명 (1969년 영화)
"생명"은 한국에서 제작된 이만희 감독의 1969년 영화이다. 장민호 등이 주연으로 출연하였고 홍의선 등이 제작에 참여하였다.

## 출연

### 주연
- 장민호
- 남궁원
- 허장강

## 기타
- 조명: 윤창화
- 미술: 김성배